# Nezara viridula
La cimice verde (Nezara viridula Linnaeus, 1758) è un insetto fitofago appartenente alla famiglia dei Pentatomidae. Probabilmente originari dell'Etiopia, ormai sono diffusi in tutto il mondo.
Come molti Eterotteri, questo insetto possiede ghiandole odorifere che emettono un odore ripugnante.

## Biologia

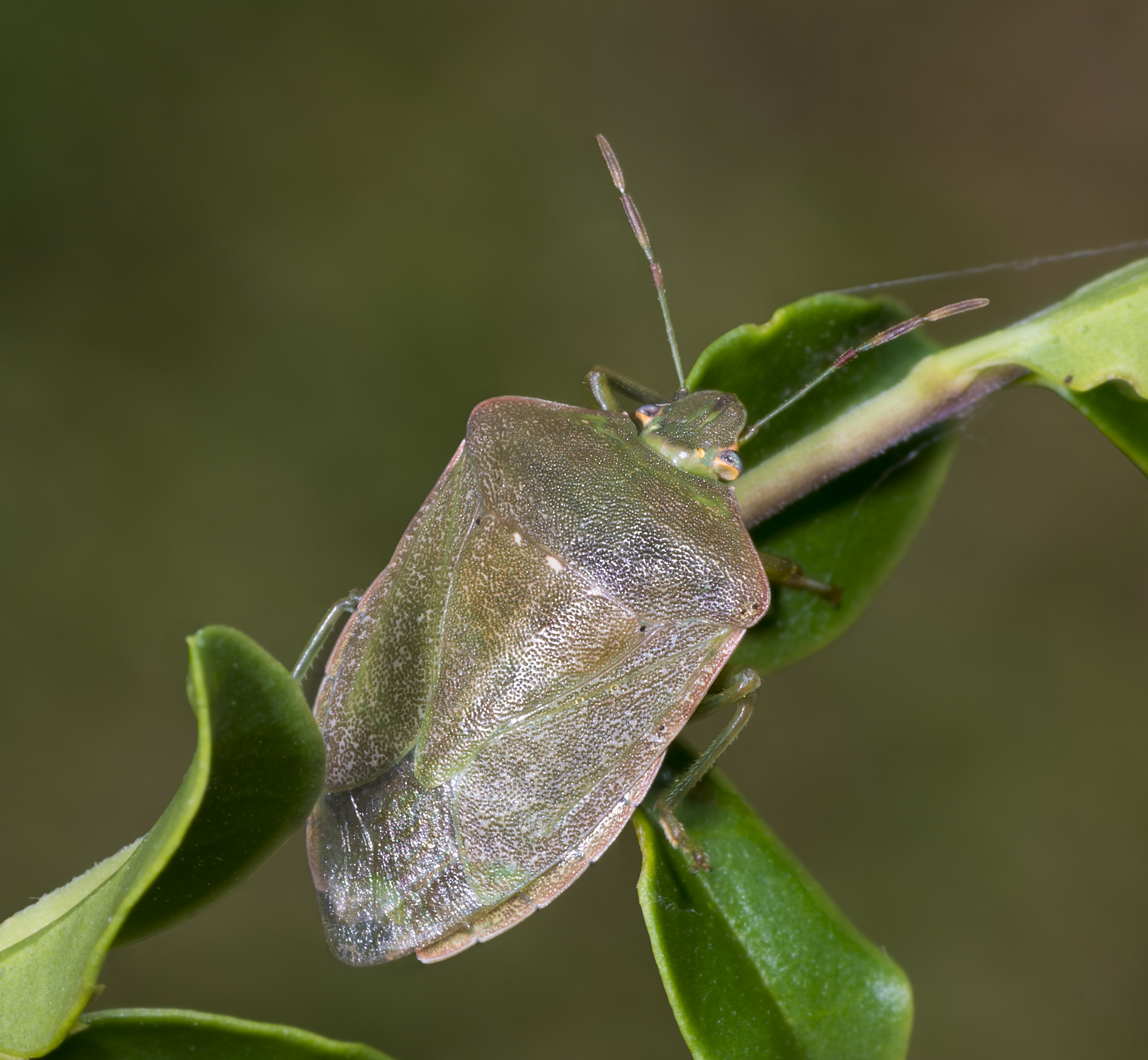
Colorazione invernale

Ha una spiccata polifagia, che si manifesta a spese di specie vegetali appartenenti a oltre 30 famiglie, sia monocotiledoni sia dicotiledoni. Il più importante fattore che limita la diffusione in zone temperate è il freddo dell'inverno. Le femmine sono più portate a sopravvivere al freddo rispetto ai maschi: sono più grandi individualmente e sviluppano un colore rossastro-marroncino. Negli ultimi decenni, la specie ha esteso il suo areale più a Nord, ed è ben rappresentata nel Nord-Ovest italiano in zone di pianura dove la temperatura media di gennaio non supera 1,5 °C.
Le cimici verdi trascorrono l'inverno tra le foglie secche, tra le siepi, aspettando che il clima primaverile consenta loro di iniziare le attività: si riproducono e depongono le uova causando danni, pungendo le piante ospiti. Le uova si schiudono dopo un tempo tra i 5 e i 21 giorni (dipende dalla temperatura) e in estate le uova diventano adulte in appena 35 giorni. Qui sotto viene riportato lo sviluppo di un esemplare: la ninfa compie ben cinque mute prima di diventare adulta.

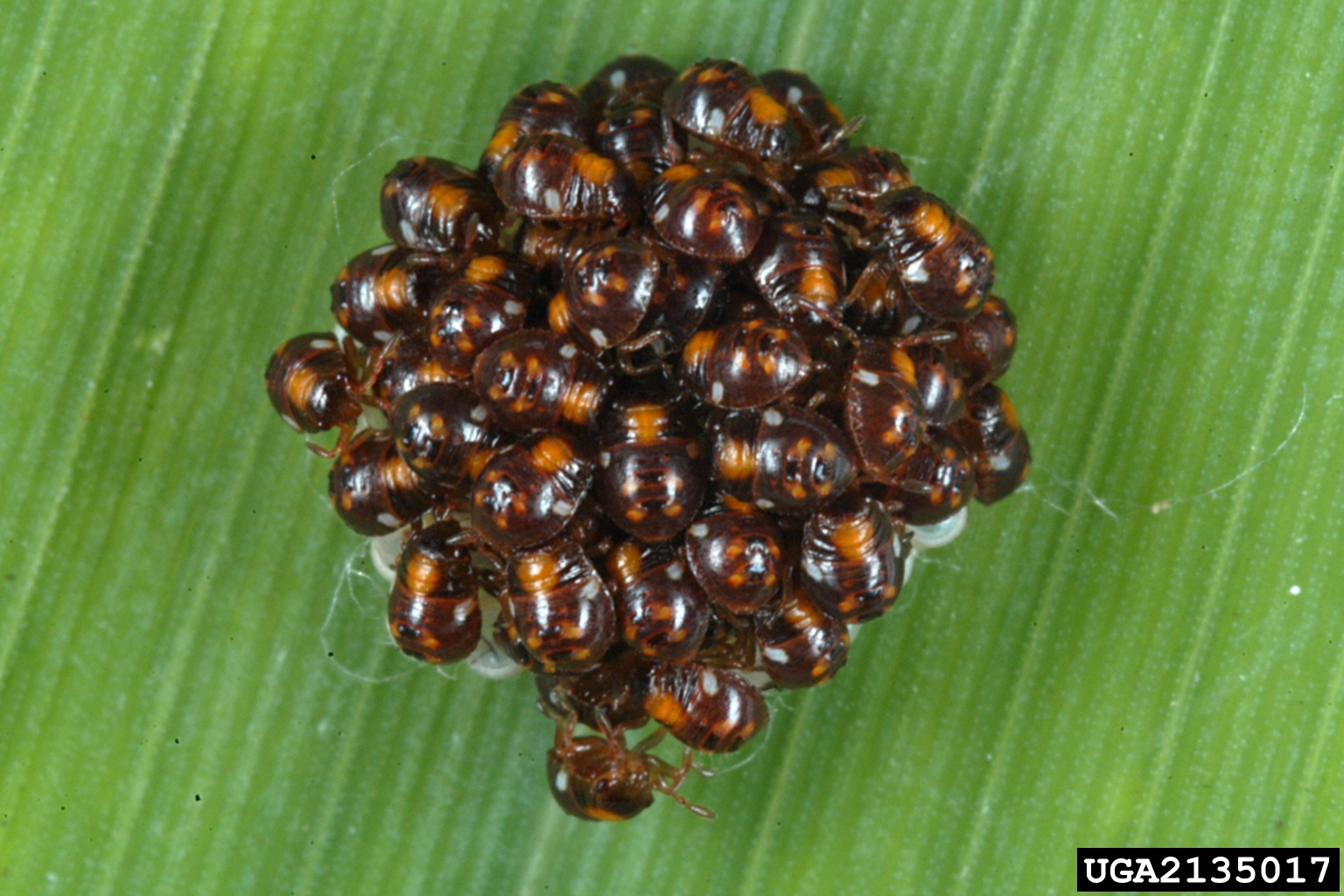
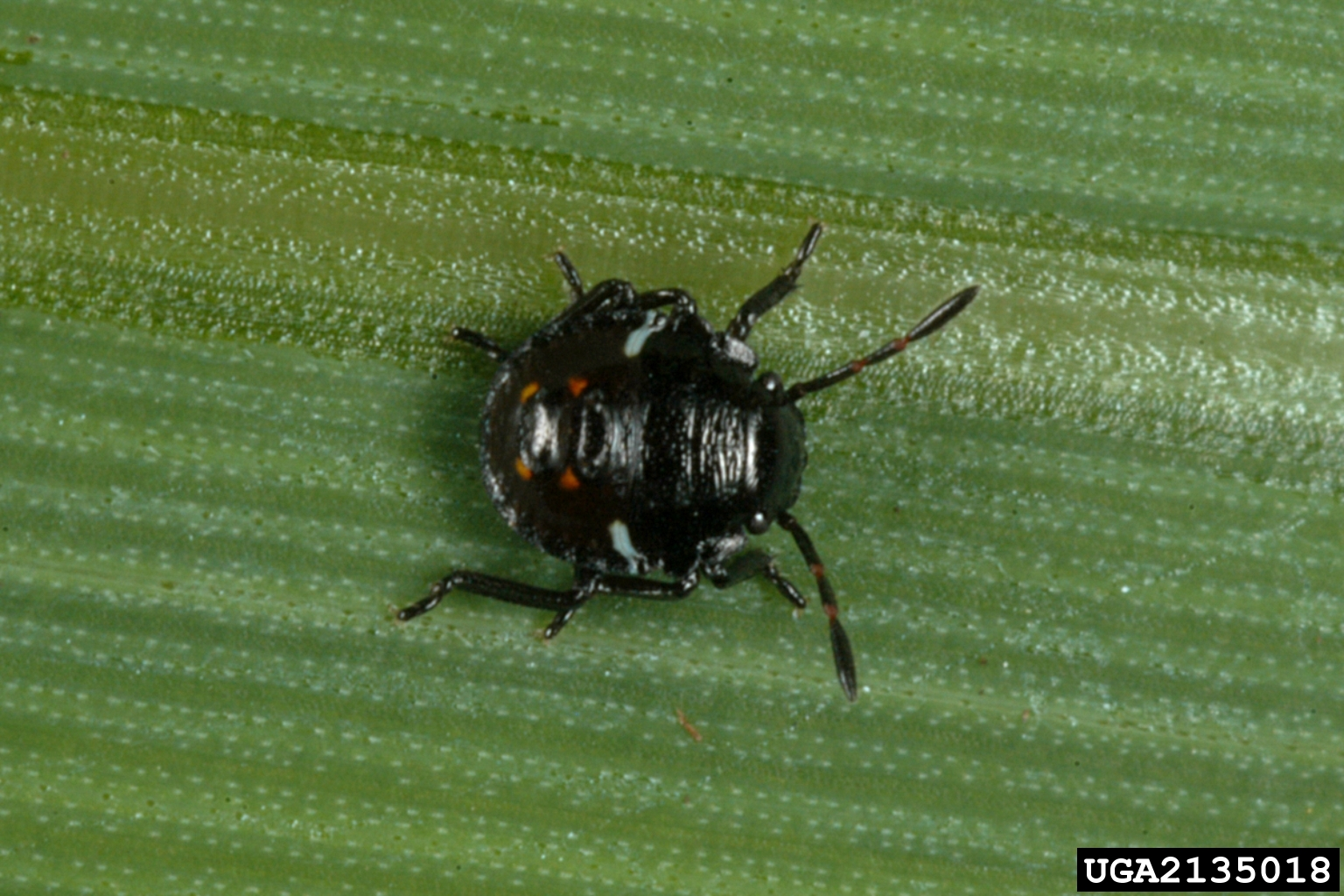
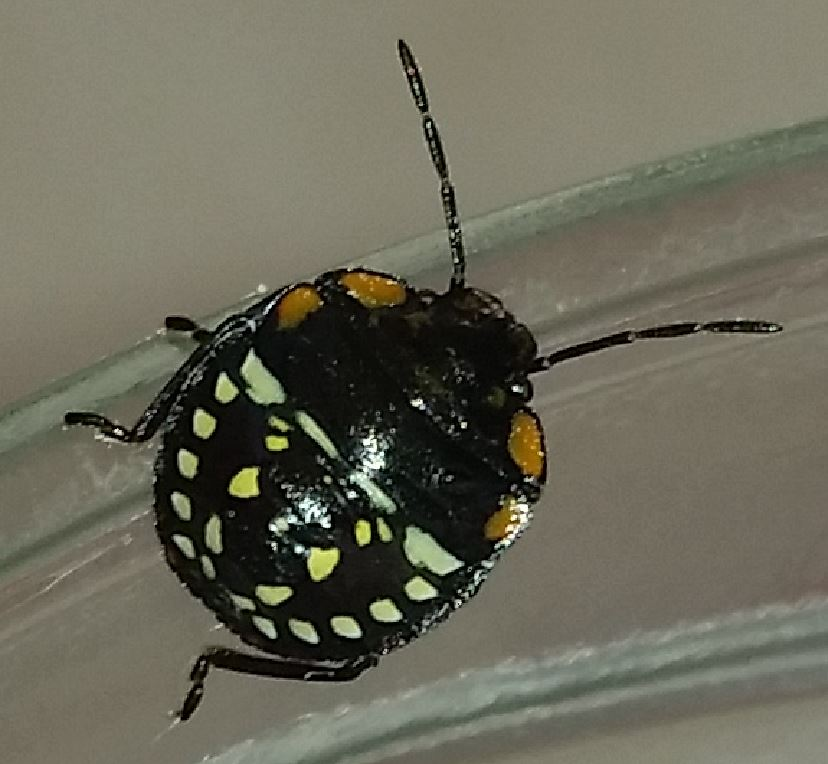
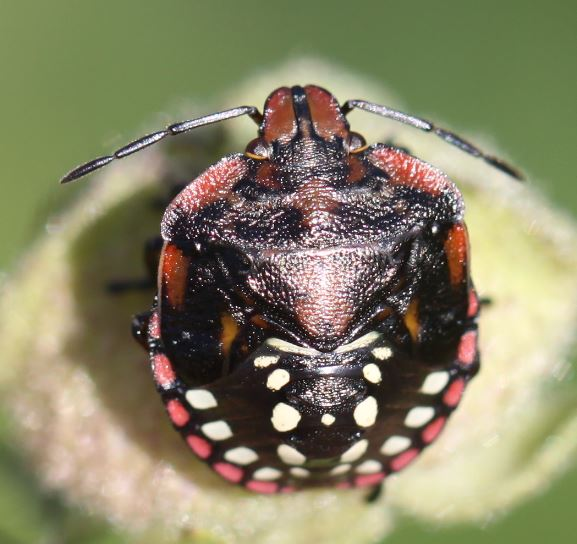
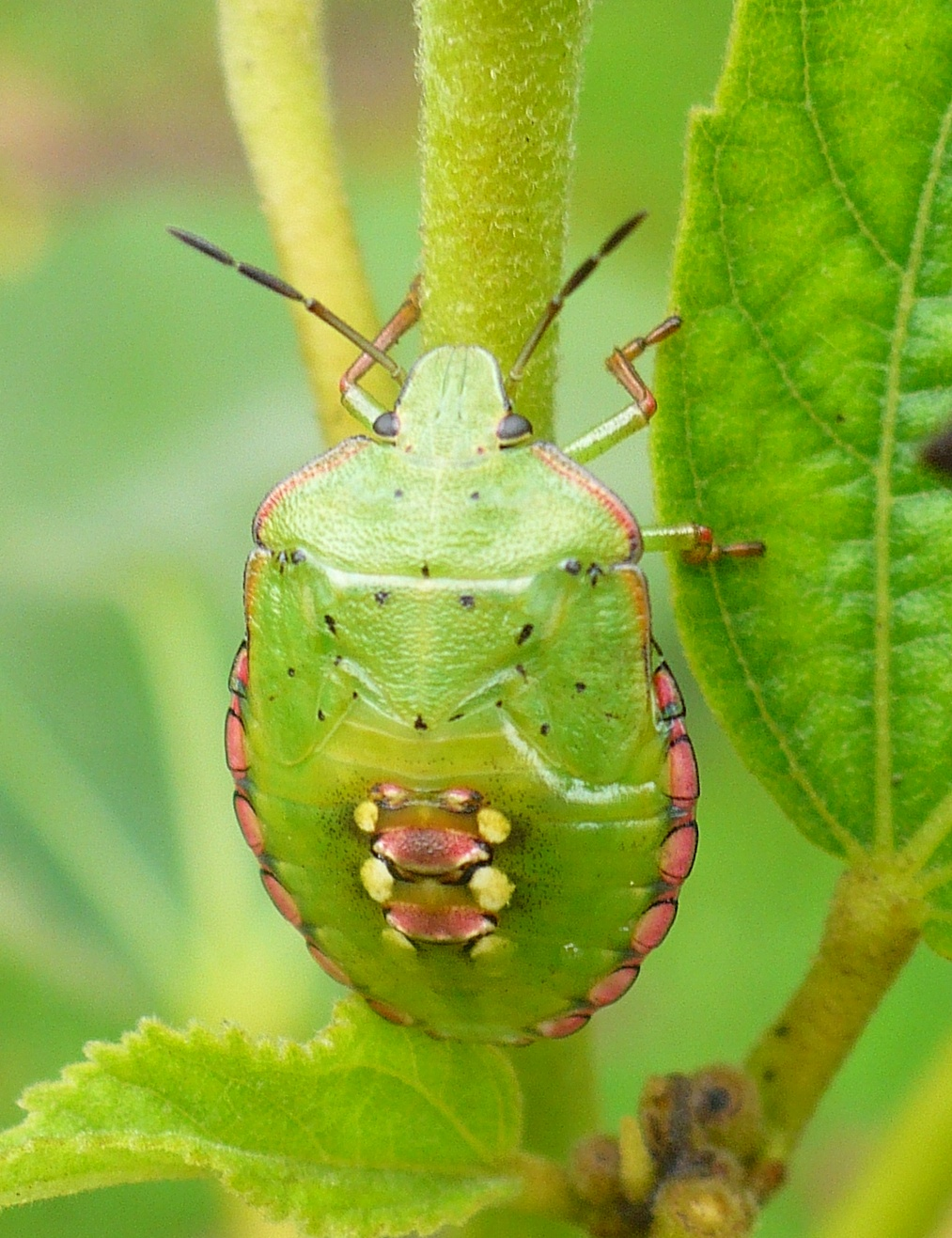
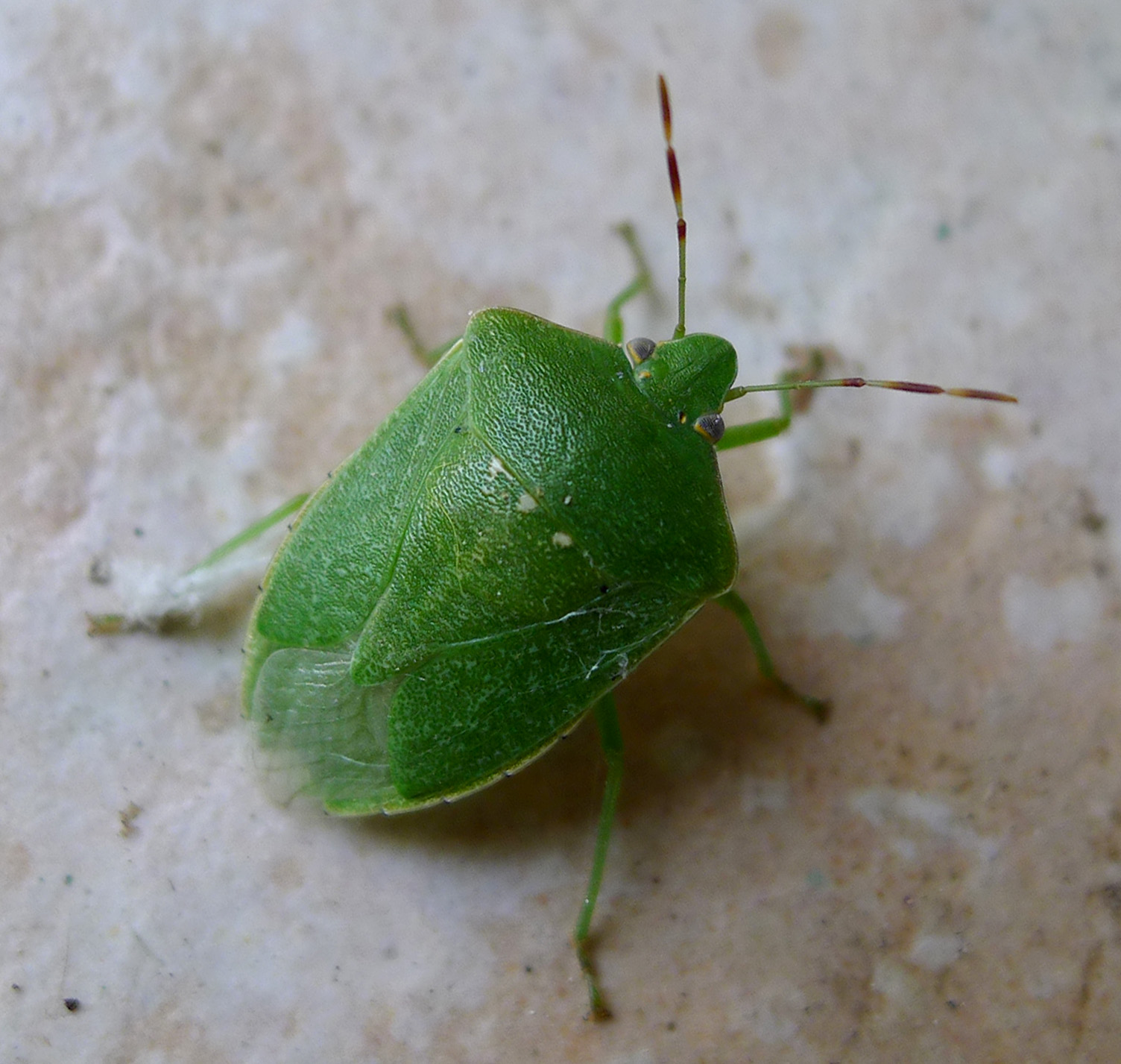

## Specie simili
- Palomena prasina, se ne distingue per le callosità biancastre alla base dello scutello (assenti in P. prasina).[1]

## Danni in agricoltura
Gli adulti, insieme alle forme giovanili della seconda generazione, sono i maggiori responsabili delle infestazioni su pomodoro; Nezara viridula è infatti conosciuta anche come la cimice del pomodoro. I danni sono causati soprattutto alle coltivazioni intensive, in quanto la monocoltura del pomodoro genera delle ottime condizioni per la prolificazione della cimice.
Il danno si manifesta sulle foglie e sui frutti ed è causato dalle punture di nutrizione di tutte le forme mobili del fitofago. Sulle foglie, a causa delle punture trofiche, si evidenziano delle necrosi localizzate e disseccamenti di diverso grado. Sui frutti di pomodoro provocano tipiche punteggiature clorotiche nella bacca in fase di maturazione; queste punteggiature, in seguito, divengono necrosi localizzate molto sfumate.
Le cimici, inoltre, trasmettono, con le loro punture e col secreto di particolari ghiandole repugnatorie, uno sgradevole sapore ai frutti che non possono essere commercializzati. Infine, oltre a questi danni diretti, la cimice trasmette alle piante, mediante le ferite lasciate dagli stiletti boccali, alcune malattie secondarie, in modo particolare la batteriosi. Su altre piante i danni sui frutti sono leggermente diversi, ad esempio:
- sulle nocciole provocano, insieme ad altri Pentatomidi, il "cimiciato", cioè una alterazione della forma e del sapore della parte edule del frutto che diviene striminzita e sgradevole;
- nelle leguminose si hanno alterazioni necrotiche al baccello, con alterazione quali-quantitativa dei semi.

Per combattere la Nezara viridula si può agire in modo chimico, colpendo le forme giovanili, ma è preferibile utilizzare le strategie biologiche come il sapone potassico molle o il piretro.